# Rasmus Videbæk
Rasmus Videbæk (Copenaghen, 21 febbraio 1973) è un direttore della fotografia danese.

## Biografia
Laureatosi alla Danske Filmskole nel 1999, è stato un collaboratore frequente del regista islandese Dagur Kári e, soprattutto, del danese Nikolaj Arcel, del quale ha diretto la fotografia di tutti i lungometraggi dagli esordi fino a Royal Affair (2012), con cui si è fatto conoscere a livello internazionale. Il sodalizio con Arcel è continuato anche ad Hollywood con La torre nera, dove Videbæk ha lavorato anche a film diretti da altri registi scandinavi come 12 Soldiers.
Ha ricevuto tutti i principali premi cinematografici scandinavi, tra cui i Bodil, i Robert, gli Edda e gli Amanda. Nel 2019 ha vinto un Orso d'argento al Festival di Berlino per la fotografia del film norvegese Out Stealing Horses - Il passato ritorna (2019), mentre nel 2023 ha vinto un European Film Award per la fotografia di La terra promessa di Arcel.

## Filmografia parziale

### Cinema
- De vendte aldrig hjem, regia di Nikolaj Arcel – mediometraggio (1997)
- Woyzecks sidste symfoni, regia di Nikolaj Arcel – mediometraggio (2001)
- Nói albinói, regia di Dagur Kári (2003)
- Kongekabale, regia di Nikolaj Arcel (2004)
- Mørke, regia di Jannik Johansen (2005)
- De fortabte sjæles ø, regia di Nikolaj Arcel (2007)
- The Good Heart - Carissimi nemici (The Good Heart), regia di Dagur Kári (2009)
- Sandheden om mænd, regia di Nikolaj Arcel (2009)
- Royal Affair (En kongelig affære), regia di Nikolaj Arcel (2012)
- Kapgang, regia di Niels Arden Oplev (2014)
- Virgin Mountain (Fúsi), regia di Dagur Kári (2015)
- Go with Me - Sul sentiero della vendetta (Blackway), regia di Daniel Alfredson (2015)
- La torre nera (The Dark Tower), regia di Nikolaj Arcel (2017)
- 12 Soldiers (12 Strong), regia di Nicolai Fuglsig (2018)
- Out Stealing Horses - Il passato ritorna (Ut og stjæle hester), regia di Hans Petter Moland (2019)
- Margherita - Regina del Nord (Margrete den første), regia di Charlotte Sieling (2021)
- Rose, regia di Niels Arden Oplev (2022)
- La terra promessa (Bastarden), regia di Nikolaj Arcel (2023)

### Televisione
- The Crown – serie TV, 4 episodi (2022-2023)

## Riconoscimenti
- Festival di Berlino
  - 2019 – Orso d'argento per il miglior contributo artistico per Out Stealing Horses - Il passato ritorna
- European Film Awards
  - 2023 – Miglior fotografia per La terra promessa
- Premio Robert
  - 2005 – Miglior fotografia per Kongekabale
  - 2006 – Candidatura alla miglior fotografia per Mørke
  - 2008 – Candidatura alla miglior fotografia per De fortabte sjæles ø
  - 2011 – Candidatura alla miglior fotografia per Sandheden om mænd
  - 2013 – Miglior fotografia per Royal Affair
  - 2015 – Candidatura alla miglior fotografia per Kapgang
  - 2018 – Candidatura alla miglior fotografia per QEDA
  - 2022 – Candidatura alla miglior fotografia per Margherita - Regina del Nord
  - 2024 – Candidatura alla miglior fotografia per La terra promessa
- Premio Bodil
  - 2013 – Miglior fotografia per Royal Affair
  - 2022 – Miglior fotografia per Margherita - Regina del Nord
- Premio Edda
  - 2003 – Candidatura alla miglior fotografia per Nói albinói
  - 2011 – Candidatura alla miglior fotografia per The Good Heart - Carissimi nemici
  - 2016 – Candidatura alla miglior fotografia per Virgin Mountain
- Premio Amanda
  - 2019 – Miglior fotografia per Out Stealing Horses - Il passato ritorna